# 롤로
공구 흐롤프(고대 노르드어: Gǫngu Hrólfr) 또는 롤로(프랑스어: Rollon 롤롱[*]: 846년/854년경 ~ 932년경)는 프랑스에 정착한 바이킹 두목으로, 노르망디 공국의 전신인 루앙 백국 및 노르만인의 시조이다. 노르웨이의 로근발드 에위스테인손의 아들이다. 프랑스의 센강 어귀를 점령하였다.
911년 서프랑크 왕 샤를 3세는 생클레르쉬레프트 조약을 맺고 그를 노르망디 공으로 봉하고, 롤로는 대가로 약탈을 중지하겠다고 약속했다. 이후 프랑스 서북 노르망디에 정착, 그는 영토를 계속 넓히며 국교로 크리스트교를 정하였다. 영국을 정복한 윌리엄 1세의 5대조가 되며 영국과 프랑스의 여러 귀족가문의 선조가 된다. 롤론(Rollon), 롤프(Rolf), 로우(Rou)로도 부른다.

## 생애

### 초기 활동

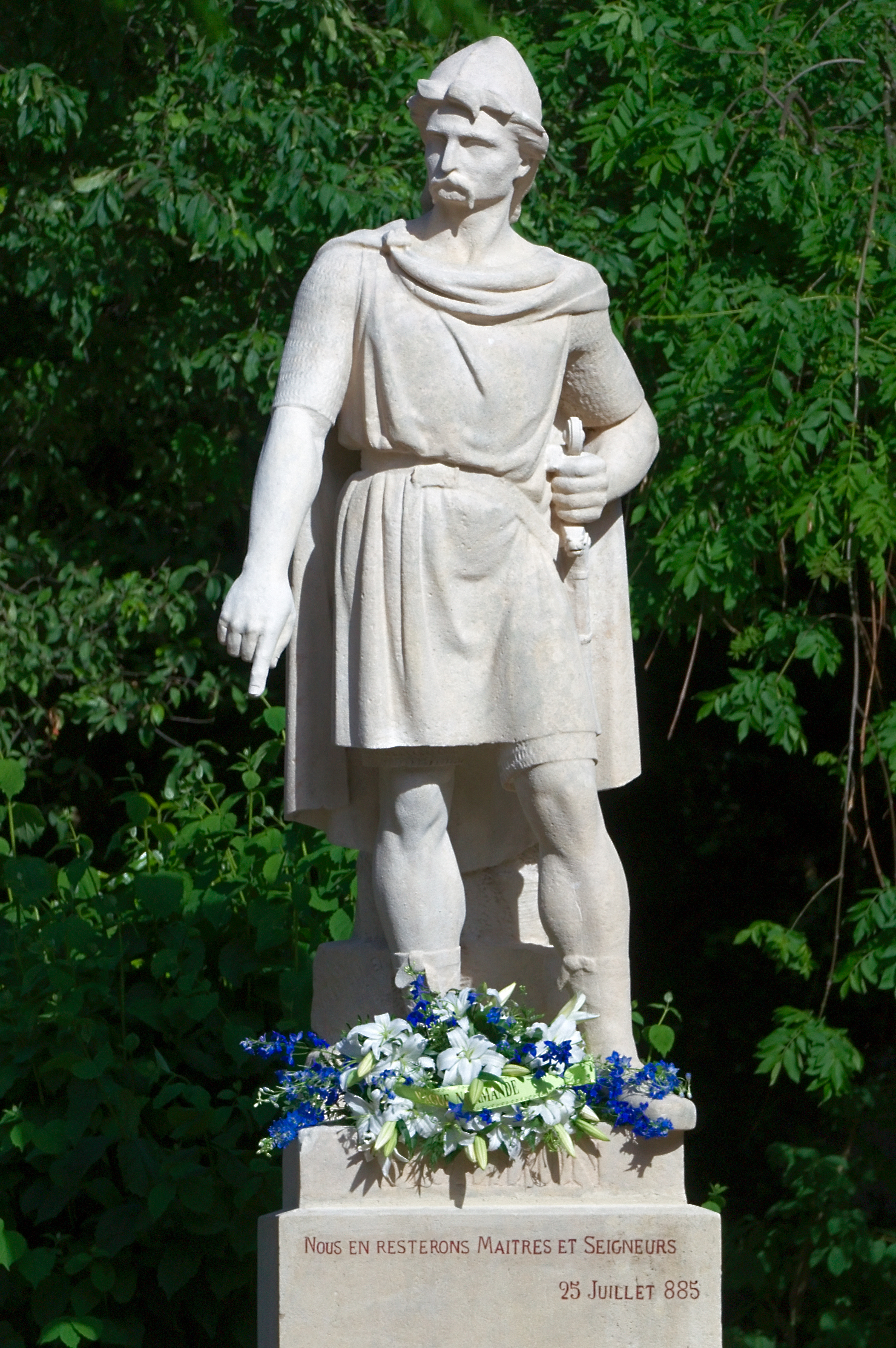
루앙에 세워진 롤로 동상

노르웨이 출신 흐롤프 랑발손(Hrolf Ragnvaldsson)의 아들로, 어머니 로그나힐드는 노르웨이의 군주 랑발드 아이스테인손(Rognvald Eysteinsson)의 딸이라 한다. 일설에는 랑발드 아이스테인손이 그의 아버지라고도 한다.
롤로의 원래 이름은 흐롤프였으나 프랑크어로 변환하는 과정에서 루돌프 또는 라울, 롤로 등의 이름을 사용하였다. 그뒤 가톨릭에 입교하여 로베르라는 세례명을 받고 로베르라는 이름을 사용하였다. 그의 첫 영지가 루앙이므로 루앙 백작이라고도 하며, 노르웨이 바이킹의 한 수령(首領)이었다.
노르웨이 출신이었으나 그의 유년 시절이나 청년기에 대해서는 알려진 바가 없다. 노르웨이의 군주 하랄 1세의 아들인 구림(Gurim)을 살해한 뒤에는 노르웨이를 떠나 스코틀랜드, 잉글랜드, 아일랜드, 플랑드르, 서프랑크의 해안가를 주로 원정, 약탈하면서 생활하였다.

### 방랑과 약탈, 정복 활동

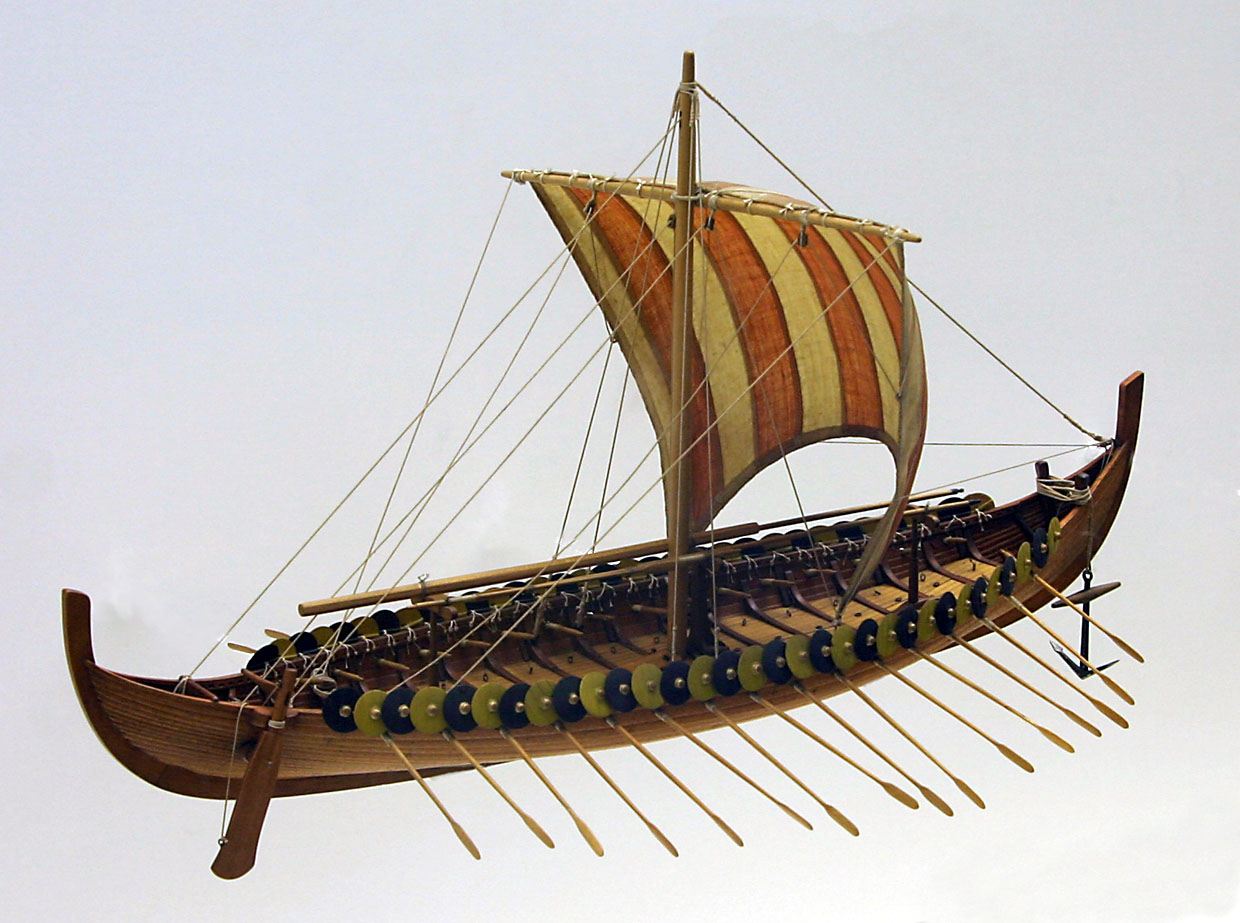
바이킹이 사용하던 배

초기에 롤로는 잉글랜드, 프리슬란트, 북부 프랑스의 북해 연안 일대를 무대로 종횡무진으로 활약하고, 이어 센 강의 하구지대로 활동무대를 옮겼으며, 890년 바이외 백작의 영토로 원정, 바이외의 백작인 베렝가르 백작을 살해하고 백작의 딸을 끌고 갔다. 전설에 따르면 롤로는 885년 무렵 카를 3세의 몰락을 야기한 파리 시내를 난폭하게 공격, 약탈하고 포위했던 바이킹 함대의 우두머리 중 하나였다고 한다. 당시 프랑크 왕 카를 3세 뚱보왕은 그들에게 상당한 양의 금을 주어 물러나도록 설득했지만, 롤로와 일행들은 잽싸게 다른 곳을 공격하였다.
885년부터 886년 파리시내를 약탈한 롤로 일행은 다시 말머리를 돌려 바이외를 약탈했고 890년 브르타뉴를 침략하였으나 억센 수염이라는 별명의 브르타뉴의 공작 알랭 대공(Alain the Great)에게 크게 패하기도 했다. 900년대에는 덴마크 출신 베르나르 르 다누아 등이 이끄는 일파가 합류하여 함께 서프랑크 서북과 잉글랜드 등을 습격, 약탈하였다.
891년 프랑스 리주를 약탈, 다시 892년 서프랑크의 파리를 공략하였으나 실패했고, 898년에는 루앙을 점령하였다. 900년대 루앙의 센 강 유역에 정착하였다. 911년 롤로가 샤르트르 지역을 습격하자, 샤를 3세는 파리 포위공격을 중단하고 샤르트르 부근에서 그와 싸움을 벌였으나 계속 패배했다. 그러나 네우스트리아 백작 로베르는 계속 롤로 군과 항전하면서 승리를 거두기도 했고, 전세는 불리하였지만 로베르는 결사 항전을 주장하였다.
결국 샤를 3세는 방법을 달리하여 그를 회유하기로 했다. 로베르 가문과 베르망두아 백작가문 등의 반대에도 불구하고 샤를 3세는 롤로와 부하들이 정착하여 바이킹의 차후 공격을 막아 준다는 조건 하에, 그에게 왕국 북쪽의 영토 일부를 정착지로 내려주었다.

### 생클레르 조약 체결

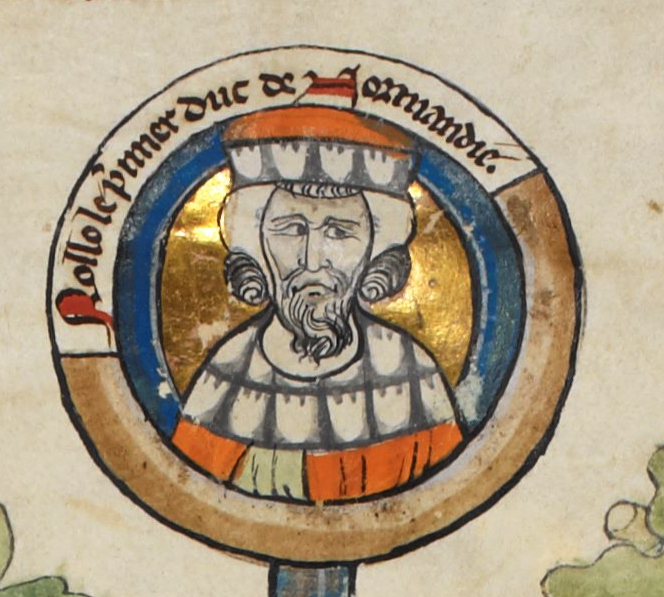
롤로

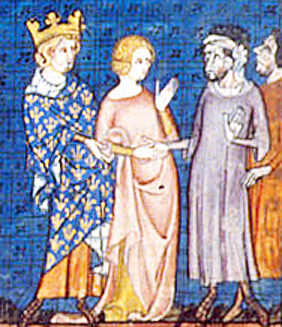
롤로와 기셀라의 결혼을 묘사한 14세기 그림

911년 7월 20일, 롤로는 서프랑크의 단순왕 왕 샤를 3세와 노르망디인에게 점령되었던 네우스트리아의 일부인 동부 노르망디를 영토를 하사받는 대신 더 이상 약탈행위를 하지 않는다는 조건이었다. 롤로는 수락했고, 생 클레르-쉬르-엡트에서 협약에 서명했다. 센강 어귀 양편의 노르망디 땅을 받는 대가로, 노르망디 백작에 임명된 롤로는 샤를 3세를 주군으로 받아들였으며 세례를 받았다. 이 조약으로 샤를 3세는 롤로에게 네우스트리아 동부의 일부를 주었는데 이 지방을 그뒤 노르망디라 부르게 되었다. 롤로는 처음에는 샤를과의 약속을 지켰으며 이에 따라 몇 차례의 침략을 물리쳤다.
그러나 얼마 뒤 롤로는 약속을 어겼고, 단순왕 샤를과 조약을 맺은 지 몇 년 안 되어, 그는 공격을 다시 시작했고 서쪽으로 지배를 넓혀 갔다. 그가 이끄는 바이킹은 60년 이상 프랑스 북쪽 해안 지방과 내륙 깊은 곳까지를 습격, 약탈을 감행하곤 했다.
그는 베르망두아 백작 피핀 2세의 딸 포파와 결혼하였으나 헤르베르터 가문은 바이킹족이 침략했을 때 앞장서서 롤로와 그밖에 여러 바이킹족과 싸워서 승리를 거두어 명성을 얻은 가문이었다.

### 바이킹의 프랑스 정착

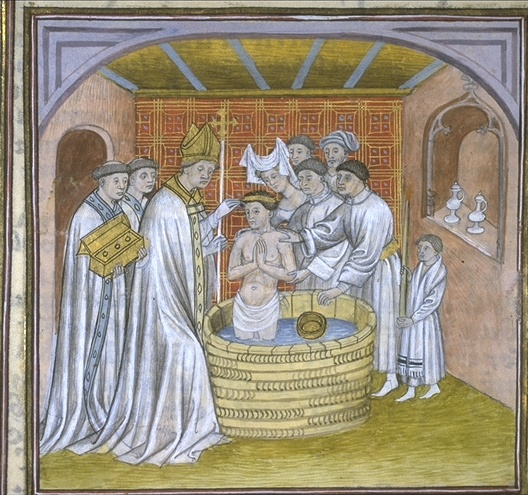
가톨릭 영세를 받는 롤로

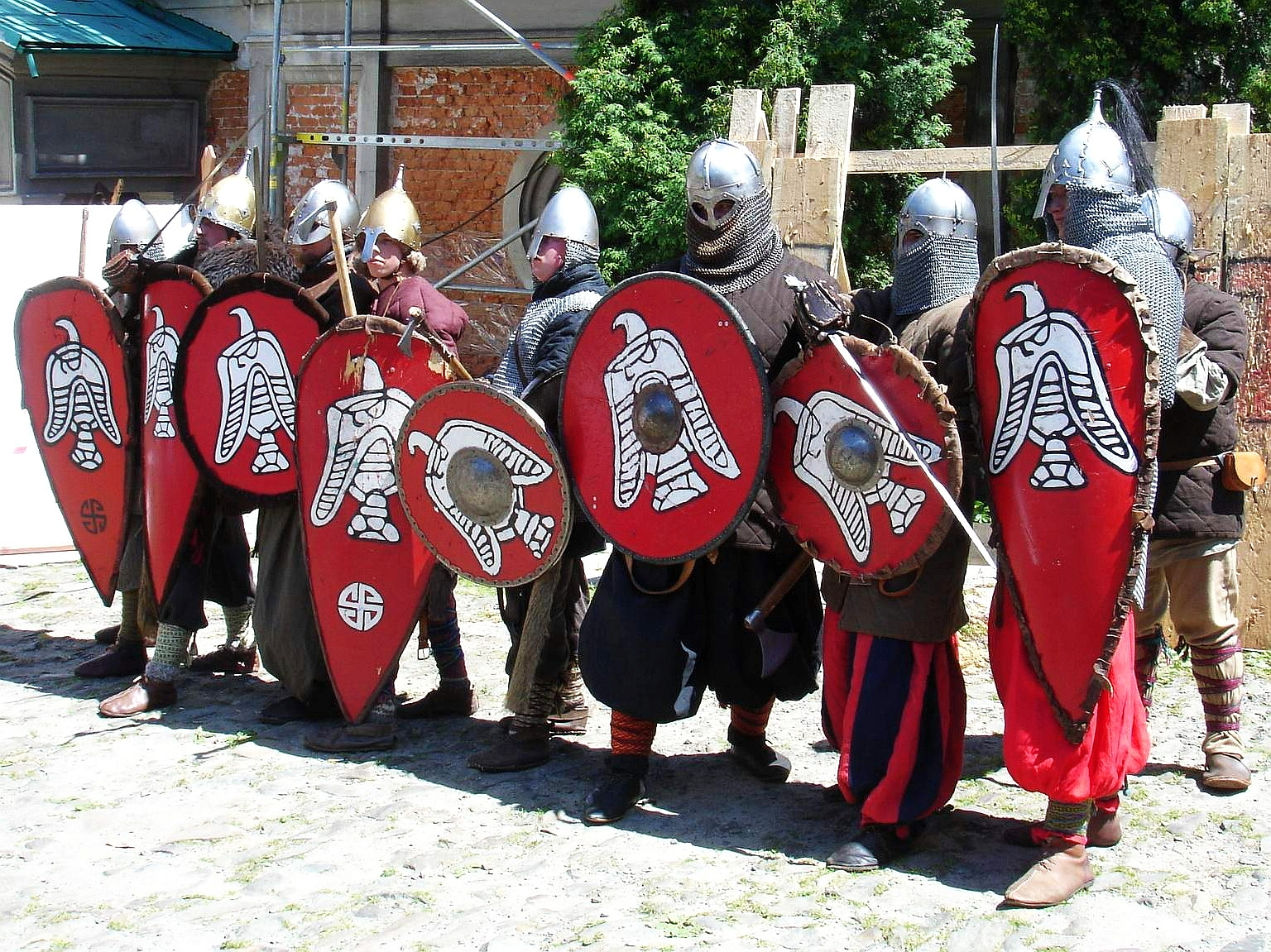
바이킹 리인액트

롤로가 노르망디에 정착한 이후 많은 바이킹들이 프랑스의 서북방으로 유입되었으며 그의 지배하에 많은 스칸디나비아인들이 이 지방에 정착하기 위해 이주하였다. 이들은 프랑크 왕국의 언어, 관습, 종교를 받아들이고 약탈을 자제하였다. 그러나 롤로 사후에도 40여 년간 이들 바이킹들은 주변 지역을 약탈하거나 잉글랜드를 공격하여 물의를 빚기도 했다.
롤로의 후계자들은 모태 로마 가톨릭교도로 성장하였으며 일련의 전쟁을 통해 주변영토를 획득함으로써 매우 강성해져서 형식적으로는 서프랑크와 프랑스 국왕들의 가신이나 봉신을 자칭하였으나 이들이 차지한 영역 내에서는 사실상 프랑스 국왕과는 무관하게 지배권을 행사하였다. 이후 1134년 윌리엄 클리토의 사망으로 직계가 단절되고 1259년 파리 조약이 체결될 때까지 한동안 영국의 군주들이 세습하였다.

### 정착 이후

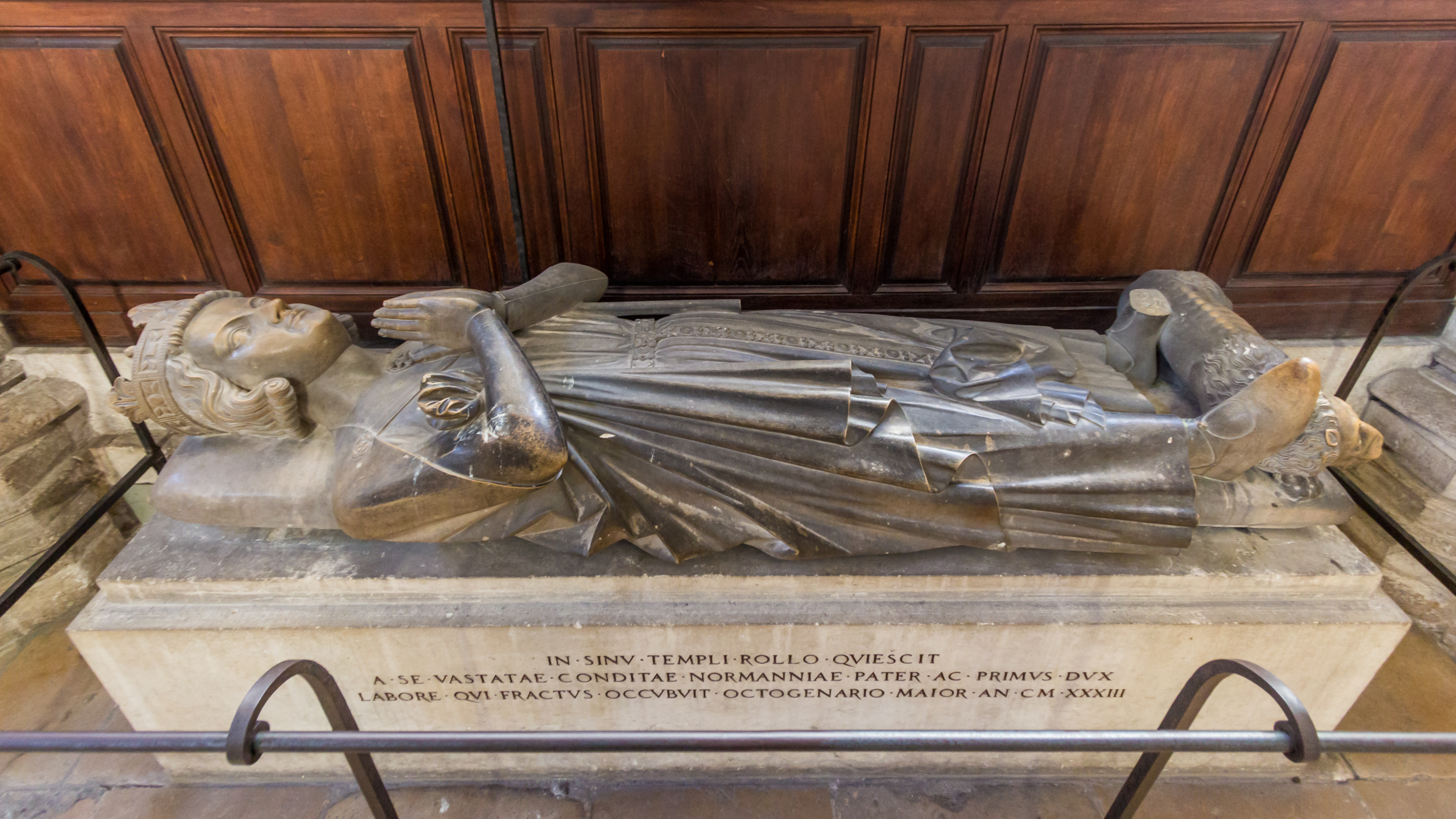
루앙 대성당에 안치된 롤로의 무덤

롤로는 최대 협력자인 베르나르 르 다누아에게 노르망디 공국의 동북부 지역 퐁토 드메르 (Pont Audemer)와 루무아(Roumois)의 후작에 임명하였다. 오트노르망디의 하코트 지역이다. 912년에는 베르나르 르 다누아 역시 그의 권고로 로마 가톨릭으로 개종하고 베른하르트라는 세례명을 받았다.
그뒤 단순왕 샤를 3세의 딸을 부인으로 맞이하였으며 그 후 정복에 의해 영토를 넓혔으며 샤를 3세가 로베르 가문에 의해 폐위당하자 다시 파리를 습격, 서프랑크 왕국 내의 여러 곳에 대한 약탈을 감행하였다.
923년에는 로베르 가문의 프랑스 왕 라울이 즉위하자, 혼란을 틈타 다시 전쟁을 벌여 중부 노르망디를 빼앗고 노르망디 백작령의 영역을 확정지었다. 925년부터는 플랑드르를 공격, 일부를 점령하였으나 오히려 플랑드르의 아르눌프 1세에게 패하고 플랑드르령 브레슬레(Bresles) 등을 빼앗겼다.
그러나 계속 플랑드르를 공격한 끝에 보두엥 2세로부터 플랑드르의 일부 땅을 할양받기도 했다. 933년에 노르망디 공국은 콩탕탱 반도까지 확장되었으며 오늘날 노르망디 지방의 지리적 경계선을 갖추었다.
덩치가 컸던 그는 동료 노르만인들이 '걷는 자 흐롤프'라 불렀는데 그가 탈 수 있을 만큼 커다란 말(馬)은 없었기 때문이라 한다. 그는 평생 자신의 이름을 흐롤프라 했고, 그의 세례명이 로베르였기 때문에 일설에는 로베르 1세로도 부르는데 이는 롤로를 롤로 또는 로베르(그의 세례명)라 부른 것은 프랑스 인들이었다. 927년 그는 죽기 전 아들 기욤 1세(윌리엄 1세) 롱스워드에게 공작령을 물려주었으며, 912년 세례를 받았으나 비밀리에 북유럽의 전통 신을 숭배하여 결국 이교도로서 죽었다고 한다. 17세기의 어떤 연극과 작품들에서는 그를 까다로운 성품의 인물로 묘사하기도 했다. 그의 인품이나 생애는 정확히 알려진 것이 없다.

### 사후
롤로의 최후는 불확실하다. 932년에 사망하였으며 일설에는 933년에 사망했다고도 한다. 사후 롤로의 시신은 센강변 루앙 대성당 바실리카의 석관에 안치되었다. 그의 사후 측근이었던 베르나르 르 다누아는 기욤 1세 롱스워드에 대해 반란을 기도하기도 했지만, 942년 기욤 1세 롱스워드가 암살당하자 그해 노르망디 공국의 섭정이 되어 혼란을 수습하기도 했다.
롤로의 직계는 6대만에 단절되었지만 혼인관계를 통해 영국과 프랑스의 여러 귀족가문의 선조가 된다.

## 가족 관계

가계도

- 아버지 흐롤프 대장장이공, 랑발손과 노르망디의 공작(Hrolf the Ganger, Duke of Normandy Ragnvaldsson, 837년 - 890년)
- 어머니 로그나힐드(Rognhild Hrolfsdottir, 837년 - 892년)
  - 형 롤랑제르(Hrollager, 854 - 909)
  - 형 또는 동생 해럴드(Hallad Rognvaldsson, 856 - )
  - 동생 에이나르(Einar the Turf Rognvaldsson, 858 - 910)
  - 여동생 토디스(Thordis, 862 - ?)
  - 남동생 이바르(Ivar, 864 - ?)
  - 남동생 토리르(Thorir, 868 - ?)
- 계모 트론드하임의 에미나(Ermina von trondheim, 840년 - 864년)
- 부인 발루아의 포파(Poppa de Valois, 872년 - 932년), 샌리스와 베르망두아 백작 피핀 2세의 딸
  - 아들 페르시의 만프리드(Mainfred de Percy, 891년 - ?)
  - 아들 윌리엄 1세 롱스워드(William I Longsword of Normandy, 893년 - 942년)
  - 며느리 리트가르트(? - 985년 사망)
    - 손자 리샤르 1세(Richard I)
      - 증손자 리샤르 2세(Richard II), 정복왕 윌리엄 1세의 증조 할아버지
        - 4대손 리샤르 3세(Richard III)
        - 4대손 로베르 1세(Robert I)

  - 아들 로베르(Robert de Normandie, 895년 - ?)
  - 딸 크리스피나(Crispina de Normandie, 908년 - ?)
- 제2부인 기셀라(Gisele Carolingians, 900년 - 920년), 서프랑크의 국왕 샤를 3세의 딸
  - 아들 리샤르(Richard de Normandie, 914년 - ?)
  - 딸 게르로크(Gerloc de Normandie, 920년 - 962년 4월 14일)

- 장인 피핀 2세(Pepin II de Vermandois, 846년 - 892/893년 1월 28일)
- 장모 군힐드(Gunhilde de Vermandois, 837년 - ?)
  - 처조부 피핀 1세(Pepin I de Vermandois, 817년 - ?), 롬바르디아 왕 피피노 카를로만의 손자
    - 처삼촌 헤르베르트 1세(Herbert I)
- 장인 샤를 3세(Charles III the Simple), 서프랑크의 왕
  - 처조부 루이 2세(Louis II), 서프랑크의 왕

## 기타
서프랑크 왕국에 정착한 이후 카롤링거 왕조 출신 공주와 결혼하여 그의 후손들은 부분적으로 샤를마뉴 가문의 외손이 된다.
첫 부인 포파는 베르망두아 백작 피핀 2세의 딸로 샤를마뉴의 차남 피피노 카를로만의 4대손이다. 두 번째 부인 기셀라는 서프랑크의 샤를 3세의 딸로 샤를마뉴의 여섯째 아들인 루이 경건왕의 4대손이었다.
그의 직위는 노르망디 백작 겸 루앙 백작이었으며, 롤로의 후손 중 본격적으로 노르망디 공이라는 칭호를 사용한 이는 로베르 1세로, 노르망디 백작 재직 중 1006년에 공작이라 칭하였다. 그는 후에 잉글랜드 최초의 노르만 왕인 '정복왕 윌리엄'이 되는 윌리엄(기욤)의 부친이다.

## 같이 보기
| - 바이킹 - 샤를 3세 - 생클레르 쉬레프트 조약 - 노르망디 - 노르망디 공작 - 노르망디 공국 - 노르만 왕조 - 윌리엄 1세 - 카를 3세 - 베르나르 르 다누아 | - 랑발드 - 스칸디나비아반도 - 헤르베르트 1세 - 기욤 1세 - 기욤 2세 - 로베르 1세 - 라울 |

| 전임 (초대) | 제1대 노르망디 백작 겸 루앙 백작 911년 - 927년 | 후임 기욤 1세 |